# تاون‌شیپ (کانادا)
تاون‌شیپ (انگلیسی: Township) اصطلاح تاون‌شیپ در کانادا، به‌طور کلی ناحیه یا ناحیه ای است که با یک شهر مرتبط است. استفاده خاص از این اصطلاح برای توصیف زیرشاخه‌های سیاسی در کشورهای مختلف متفاوت است، معمولاً برای توصیف یک دولت محلی روستایی یا نیمه روستایی در داخل خود کشور.
معادل فارسی این واژه، قصبه می باشد.
در شرق کانادا، تاون‌شیپ یکی از اشکال زیربخش یک شهرستان است. در کبک، این اصطلاح در فرانسوی کانتون است.